# The Fabelmans: Tuổi trẻ huy hoàng
The Fabelmans: Tuổi trẻ huy hoàng (tựa gốc tiếng Anh: The Fabelmans) là một bộ phim điện ảnh Mỹ thuộc thể loại tuổi mới lớn – chính kịch ra mắt vào năm 2022 do Steven Spielberg làm đạo diễn, viết kịch bản và đồng sản xuất với Tony Kushner. Là một bộ phim được kể theo hình thức bán tự truyện lấy cảm hứng từ cuộc đời thời niên thiếu và những năm đầu tiên khi làm phim của chính Spielberg, tác phẩm theo chân nhân vật giả tưởng Sammy Fabelman, một cậu thanh niên trẻ tuối có ước mơ làm phim với một tham vọng lớn, song chính việc khám phá sức mạnh của điện ảnh đã có thể giúp anh nhìn ra sự thật về gia đình và những người xung quanh mình. Bộ phim có sự tham gia diễn xuất của Gabriel LaBelle trong vai nhân vật chính Sammy, cùng với sự tham gia diễn xuất của Michelle Williams, Paul Dano, Seth Rogen và Judd Hirsch trong các vai phụ. Bên cạnh đó, Spielberg còn dành tặng tác phẩm này để tưởng nhớ đến cha mẹ quá cố của ông, Leah Adler (mất năm 2017) và Arnold Spielberg (mất năm 2020).
Spielberg đã hình thành dự án này từ đầu năm 1999, khi chị gái cả của ông là Anne Spielberg viết kịch bản có tựa đề I'll Be Home (Con sẽ trở về). Tuy nhiên, ông tỏ ra e dè trong việc khám phá câu chuyện của gia đình mình vì lo ngại rằng cha mẹ của mình sẽ bị tổn thương, và dự án kể trên đã bị hoãn lại trong 20 năm. Spielberg sau này đã xem lại dự án với đồng nghiệp lâu năm Tony Kushner vào năm 2019 khi họ đang thực hiện bộ phim Câu chuyện phía Tây, và cả hai cùng hoàn thành kịch bản vào cuối năm 2020. Quá trình phát triển bộ phim được bắt đầu ngay sau đó, với việc tuyển chọn diễn viên tham gia đóng phim diễn ra từ tháng 3 đến tháng 5 năm 2021. Bộ phim khởi quay tại Los Angeles vào tháng 7 năm 2021 và đóng máy vào tháng 9 cùng năm.
The Fabelmans: Tuổi trẻ huy hoàng có buổi công chiếu lần đầu vào ngày 10 tháng 9 năm 2022 tại liên hoan phim quốc tế Toronto, nơi bộ phim được giành giải Khán giả bình chọn. Tác phẩm có buổi công chiếu giới hạn tại một số rạp ở Mỹ vào ngày 11 tháng 11 năm 2022, trước khi được Universal Pictures phát hành rộng rãi vào ngày 23 tháng 11 cùng năm. Tại Việt Nam, bộ phim được công chiếu trên toàn quốc vào ngày 10 tháng 2 năm 2023. Sau khi ra mắt, bộ phim nhận về những lời khen ngợi rộng rãi từ giới chuyên môn, đặc biệt nhất là phần diễn xuất của các diễn viên trong phim, cách Spielberg đạo diễn bộ phim, kịch bản, kỹ thuật quay phim và phần nhạc phim của John Williams. Dù không thành công về mặt doanh thu khi chỉ thu về 45,6 triệu USD từ kinh phí sản xuất 40 triệu USD, nhưng bù lại, tác phẩm được xướng tên là một trong mười bộ phim hay nhất năm 2022 do Ủy ban Quốc gia về phê bình điện ảnh và Viện phim Mỹ bình chọn. Ngoài ra, tác phẩm còn dẫn đầu về số lượng người xem trên các phương tiện giải trí tại gia và VOD.
Tại giải Oscar lần thứ 95, bộ phim nhận về bảy đề cử, trong đó có Phim hay nhất, Đạo diễn xuất sắc nhất, Kịch bản gốc xuất sắc nhất, Nữ diễn viên chính xuất sắc nhất cho Williams và Nam diễn viên phụ xuất sắc nhất cho Hirsch, đồng thời còn giành được hai trên tổng số năm giải tại giải Quả cầu vàng lần thứ 80, bao gồm Phim chính kịch hay nhất và Đạo diễn xuất sắc nhất cho Spielberg. Ngoài ra, tác phẩm còn được nhận 11 đề cử tại giải Critics' Choice Awards lần thứ 28, trong đó có Phim hay nhất, và cá nhân LaBelle giành giải Diễn viên trẻ xuất sắc nhất. Tác phẩm còn được đề cử hai giải tại giải SAG lần thứ 29, bao gồm Dàn diễn viên điện ảnh xuất sắc nhất và Nam diễn viên phụ xuất sắc nhất cho Dano. Kể từ sau khi ra mắt, tác phẩm được đánh giá là một trong những bộ phim xuất sắc nhất của Spielberg nói riêng, cũng như là một trong những bộ phim xuất sắc nhất thập niên 2020 và thế kỉ 21 nói chung.